# Chat de Kazan
Le Chat de Kazan est un félin qui est devenu héros de récits, légendes, du folklore et louboks du XVIe au XXe siècle et auquel des monuments ont été consacrés au XXIe siècle. Le chat de Kazan se caractérise par la variété de ses représentations dans les différents types d'arts et par la pluralité de ses interprétations, sans prototype culturel ou historique.